# Marathon van Berlijn 1996
De marathon van Berlijn 1996 werd gelopen op zondag 29 september 1996. Het was de 23e editie van de marathon van Berlijn. Winnaar bij de mannen werd de Spanjaard Abel Antón, die over de finish kwam in 2:09.15. De Zuid-Afrikaanse Colleen De Reuck zegevierde bij de vrouwen in 2:26.35.

## Uitslagen

### Mannen
| rang   | naam                 | land | tijd    |
| ------ | -------------------- | ---- | ------- |
| Goud   | Abel Antón           | ESP  | 2:09.15 |
| Zilver | Francis Robert Naali | TAN  | 2:09.33 |
| Brons  | Sammy Lelei          | KEN  | 2:09.49 |
| 4      | Gilbert Rutto        | KEN  | 2:10.01 |
| 5      | Martin Ndivheni      | RSA  | 2:10.18 |
| 6      | Samson Maritim       | KEN  | 2:11.19 |
| 7      | Paul Yego            | KEN  | 2:11.22 |
| 8      | Osmiro da Silva      | BRA  | 2:11.59 |
| 9      | Philippe Remond      | FRA  | 2:12.05 |
| 10     | Eder Fialho          | BRA  | 2:13.01 |

### Vrouwen
| rang   | naam             | land | tijd    |
| ------ | ---------------- | ---- | ------- |
| Goud   | Colleen De Reuck | RSA  | 2:26.35 |
| Zilver | Renata Kokowska  | POL  | 2:27.41 |
| Brons  | Marleen Renders  | BEL  | 2:27.42 |
| 4      | Claudia Lokar    | GER  | 2:28.17 |
| 5      | Judit Nagy       | HUN  | 2:28.50 |
| 6      | Iris Biba        | GER  | 2:29.08 |
| 7      | Anita Hakenstad  | NOR  | 2:30.08 |
| 8      | Rosa Oliveira    | POR  | 2:31.05 |
| 9      | Kirsi Mattila    | FIN  | 2:31.54 |
| 10     | Marina Belyayeva | RUS  | 2:34.19 |

1974 ·
1975 ·
1976 ·
1977 ·
1978 ·
1979 ·
1980 ·
1981 ·
1982 ·
1983 ·
1984 ·
1985 ·
1986 ·
1987 ·
1988 ·
1989 ·
1990 ·
1991 ·
1992 ·
1993 ·
1994 ·
1995 ·
1996 ·
1997 ·
1998 ·
1999 ·
2000 ·
2001 ·
2002 ·
2003 ·
2004 ·
2005 ·
2006 ·
2007 ·
2008 ·
2009 ·
2010 ·
2011 ·
2012 ·
2013 ·
2014 ·
2015 ·
2016 ·
2017 ·
2018